# Камари (дем Ксилокастро-Евростини)
Вижте пояснителната страница за други значения на Камари.
Камари (на гръцки: Καμάρι, катаревуса Καμάριον, Камарион) е село в Република Гърция, разположено в дем Ксилокастро-Евростини. Селото е разположено на южния бряг на Коринтския залив и има население от 1116 души (2001).

## Личности
Родени в Камари
- Йоанис Гарезос‎, гръцки военен и революционер